# 尾花 (鰻料理店)
尾花（おばな）は東京都荒川区南千住にある老舗鰻料理店。
創業は明治元年。麻布に所在する野田岩と共に「東の尾花 西の野田岩」と称される。

## 参考
東京・味のグランプリ200　山本 益博